# Ноттс Каунті
Ноттс Каунті (англ. Notts County Football Club) — англійський професійний футбольний клуб з міста Ноттінгем. Найстаріший професіональний футбольний клуб у світі. Виступає у Першій лізі. Прізвисько — «Сороки». Основна форма — чорно-біла. Домашній стадіон «Медоу Лейн» місткістю 19588 глядачів.
«Ноттс Каунті» раніше виступав у вищому дивізіоні, але покинув його у 1992 році. З клубом працювали такі тренери, як Сем Еллардайс, Джиммі Сіррелл.

## Історія

### Початок
«Ноттс Каунті» був створений ще до утворення футбольної асоціації, тому клуб грав у винайдену ним гру, а не у класичний футбол. Власне, «сороки» й створили сучасний футбол. Із часу заснування у 1862 році футболісти грали у Ноттінгемському замку, а з 1883 поселилися у «Трент Брідж Крікет Граунд».

## Кубок Англії
Двічі — 1891 та 1894 року «Каунті» виходили до фіналу Кубка Англії. Першого разу виграти кубок не вдалося, команда програла «Блекберну», зате в другий раз перемога була за сороками — вони каменя на камені не залишили від «Болтона».

### 1920-ті
У 1926 році клуб в черговий раз вилетів з еліти. Також цей рік став останнім для Альберта Іремонджера, воротаря та кумира вболівальників клубу.

## Наші дні
17 квітня 2010 року клуб повернувся до ліги Один, зайнявши перше місце у Другій лізі.